# Emma Lundberg

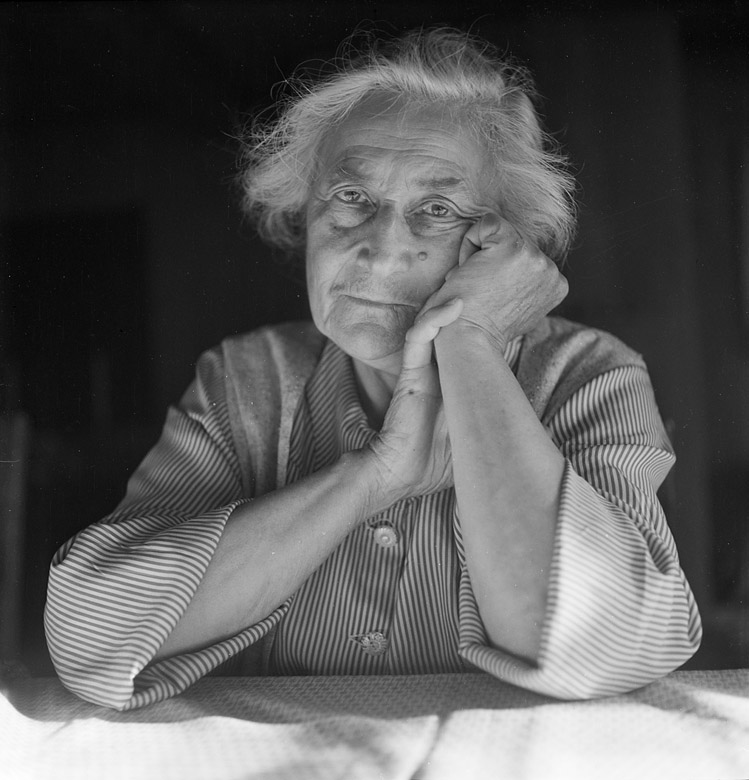
Emma Lundberg, 1953

Emma Lundberg (13. Juni 1869 in Kristianstad; † 28. August 1953 in Lidingö) war eine schwedische Künstlerin und Landschaftsgärtnerin. Durch ihr Lebenswerk, den „Bullerbacken-Garten“ auf Lidingö, und durch ihre Bücher gilt sie als eine Pionierin der schwedischen Gartenkunst.

## Leben
Emma Lovisa Bong wurde als Tochter des Buchbinders Anders Fredrik Bong und von Carolina Cecilia Sjöström im schwedischen Kristianstad geboren. Bei Fredrik Krebs und Karl Aspelin in Lund ließ sie sich zur Künstlerin ausbilden. Sie heiratete den Möbelhändler Carl Theodor Ansgarius Lundberg (1861–1945) und lebte mit ihm am Stadtrand von Malmö. Das Paar bekam vier Kinder: den späteren Geophysiker Hans Torkel Fredrik Lundberg (1893–1971), Erik Johan Lundberg (1895–1969), der Kunsthistoriker und Professor für Architekturgeschichte wurde, den späteren Geschäftsmann Sten Eskil Lundberg (1896–1967) und die später unter dem Namen Barbro Nilsson (1899–1983) bekannte Textilkünstlerin und Weberin. 1904 zog die Familie nach Stockholm und kaufte 1910 ein Grundstück auf der Insel Lidingö. Während die Familienvilla „Målet“ in der heutigen Bullerbacksstigen im damaligen Viertel Bullerbacken gebaut wurde, plante und legte Emma Lundberg nach ihren Ideen und Plänen einen Garten an. Emma Lundberg erzog ihre Kinder liberal im Geiste der Reformpädagogin Ellen Key. Sie pflanzte und erledigte die täglichen Arbeiten im Garten zusammen mit den Kindern, die ein nachhaltiges Interesse an Natur und Kunst entwickelten.
Emma Lundberg malte ihr Leben lang. Hauptmotiv ihrer Bilder waren Naturdarstellungen, Gärten sowie ihre Kinder und später ihre Enkelkinder. Sie schrieb zwischen 1932 und 1941 drei Bücher zur Gartengestaltung und-pflege. Min trädgård. Några akvareller med åtföljande text („Mein Garten. Einige Aquarelle mit Begleittext“) gibt einen Überblick über die jahreszeitlichen Aufgaben und Gartenarbeiten, illustriert mit ihren eigenen Aquarellen. Der Titel ihres nächsten Buches Trädgården. En länk mellan hemmet och naturen („Der Garten. Eine Verbindung zwischen Heimat und Natur“) spiegelt ihr Verständnis der Rolle der Natur im Garten wider. Zusammen mit ihrem Sohn Erik Lundberg entstand das 1941 veröffentlichte Svensk trädgård – dess förutsättningar i tradition och natur („Schwedischer Garten – seine Voraussetzungen in Tradition und Natur“). Darin flossen die Erfahrungen und Erkenntnisse ein, die sie bei gemeinsamen Gartenrestaurierungen und -gestaltungen in Schweden gewonnen hatte.
Emma Lundberg starb 1953 und wurde auf dem „Lidingö Kyrkogård“ (Friedhof Lidingö) beigesetzt, auf dem sich auch das Grab ihres 1945 gestorbenen Mannes befindet. Der Garten blieb bis 2006 im Familienbesitz.

## Gartengestaltung
Emma Lundberg war als Gartengestalterin Autodidaktin, die ihre Inspiration aus den schonischen Gärten ihrer Kindheit, den Gartenentwürfen des englischen Arts and Crafts Movement und den Gärten von Schloss Sofiero gewann.
Vermittelt durch die Kunst- und Einrichtungszeitschrift „The Studio“, kam sie mit Baillie Scott in Kontakt, der zur Gartenstadtbewegung beigetragen hatte, und William Robinson, dem Autor von „The Wild Garden“.
In ihrer Gartenkunst verband Emma Lundberg künstlerische und gärtnerische Fertigkeiten. Für den Garten in Lidingö ließ sie Grundmauern gießen und machte den abfallenden Südhang des Grundstücks durch Terrassierung bepflanzbar. Sitzbereiche im Schatten und in der Sonne machten den Garten optimal nutzbar. Ruhebereiche ermöglichen, den Garten und die Aussicht zu genießen Das Haus wurde entgegen der damaligen Praxis am oberen Rand gebaut, um das Grundstück optimal zu nutzen. Emma Lundberg teilte den Garten in Bereiche mit unterschiedlichen Funktionen ein, darunter ein Rosengarten und ein Pfingstrosengarten mit 88 verschiedenen Pfingstrosenarten. Auf knapp über 2.000 Quadratmetern standen 60 Obstbäume und an einem Ende des Grundstücks befand sich ein mit Kirschbäumen gesäumtes Feld mit mehrjährigen Blumen. Obstbäume, Hecken und Pergolen dienten als strukturgebende Elemente. Die weiter vom Haus entfernten Bereiche wurden zunehmend naturnah gestaltet, um einen Übergang zur natürlichen Umgebung zu schaffen. Nachdem in den Wintern 1939 und 1940 fast alle Obstbäume in Målet durch Frost zerstört worden waren, gestaltete Emma Lundberg gemeinsam mit ihrem Sohn Erik den Garten umfassend um.
Neben ihrem eigenen Garten übernahm sie Aufträge zu Gartenrestaurierungen und -gestaltungen, unter anderem am Schloss Venngarn, am Hof „Hallunda gård“ in Botkyrka, am Bergengrenska-Hof in Simrishamn und am  Tierpark des Skansen im Djurgården. Sie beriet auch die Designerin Estrid Ericson bei der Auswahl der Pflanzen für ihren Garten in ihrem Sommerhaus Tolvekarna auf Tyresö und wirkte an der Gestaltung des Geländes mit.

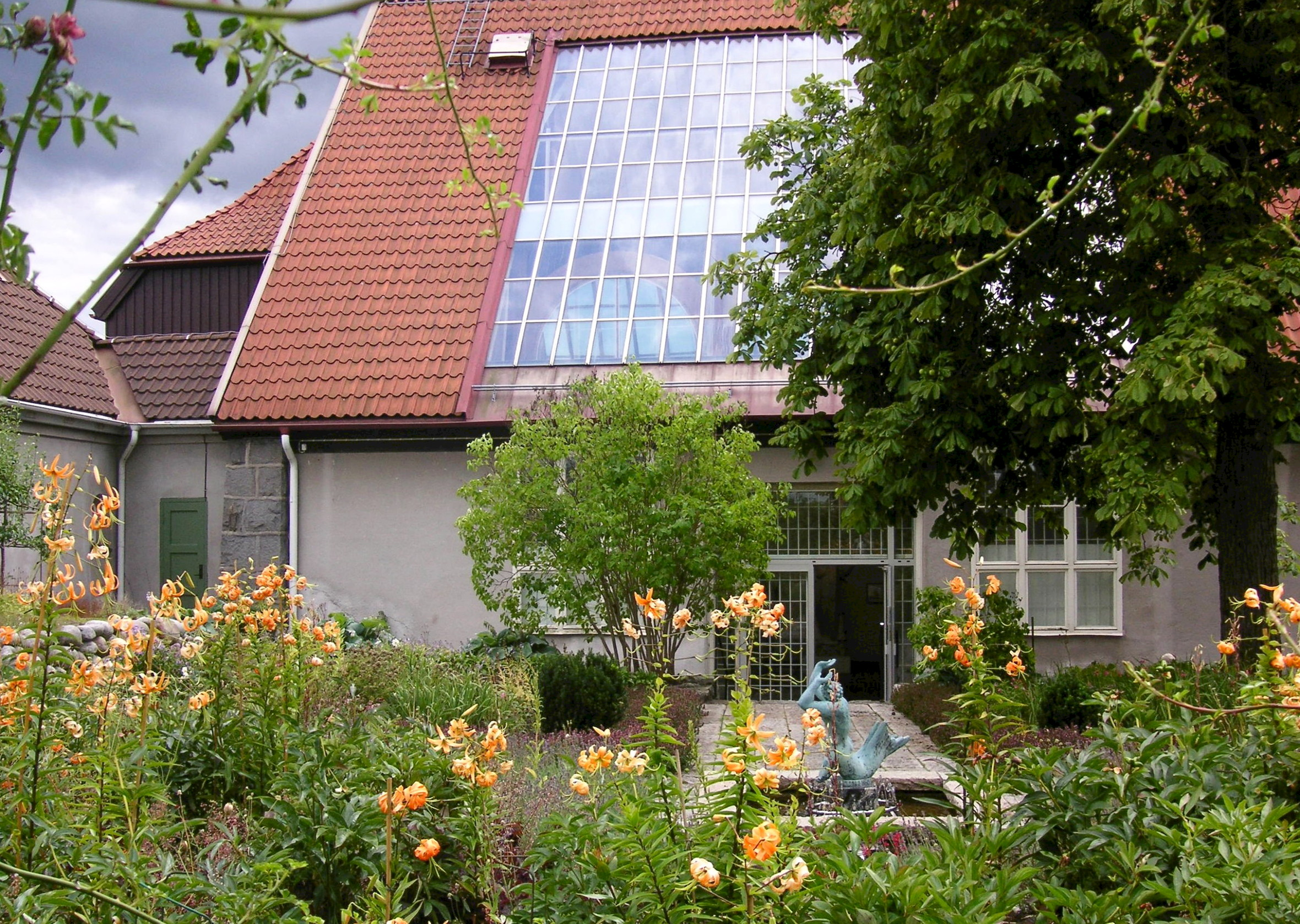
„Emma Lundberg–Garten“, Lidingö

Die Gartenarchitektin und Journalistin Ulla Molin, die von 1944 bis 1967 Herausgeberin der Zeitschrift „Hem i Sverige“ war, veröffentlichte 1951 das Buch „Årets trädgård 1: “Målet” i Bullerbacken“ über Emma Lundbergs Gartengestaltung.  Die Autorin, Fotografin und Autorin Lotte Möller bezeichnete Emma Lundberg als Schwedens Antwort auf die führende Figur der englischen Gartenkunst Gertrude Jekyll, die wie sie eine künstlerische Ausbildung hatte und als Gärtnerin Autodidaktin war. 1997 wurde im Millesgården in der Gemeinde Lidingö eine Ausstellung zu Lundbergs Gartenkunst eröffnet. 1998, als Stockholm Kulturhauptstadt Europas war, wurde dort der von ihren Ideen inspirierte und von der Gartenarchitektin Barbara Johnson entworfene „Emma Lundberg–Garten“ eingeweiht, in dem auch eine große Anzahl von Pfingstrosenarten gepflanzt sind.

## Veröffentlichungen
- Emma Lundberg: Min trädgård. Några akvareller med åtföljande text. Stockholm 1932
- Emma Lundberg: Trädgården. En länk mellan hemmet och naturen. 1936
- Emma Lundberg, Erik Lundberg: Svensk trädgård – dess förutsättningar i tradition och natur. Nordisk Rotogravyr, Stockholm, 1941